# Leopold Benáček
Leopold Benáček (14. listopadu 1901 Martínkov – 19. července 1977 Nosislav) byl český římskokatolický kněz a politický vězeň.

## Životopis
Narodil se do rodiny domkáře Jana Benáčka a jeho ženy Marie, roz. Petrů. Seminář absolvoval v Brně, kde byl 5. července 1924 biskupem Norbertem Janem Nepomuckým Kleinem vysvěcen na kněze. Jako duchovní působil od 1. srpna do 31. prosince 1924 v Dolních Loučkách u Tišnova, od 1. ledna 1925 v Olešnici. Roku 1931 vykonal zkoušku pro učitelství na střední škole, zůstal však nadále v duchovní správě. Řádným farářem byl ustanoven 2. dubna 1934. Zapojil se i do práce vznikajícího Orla (v letech 1925–1931 starosta Orla, potom pokladník a vzdělavatel). Byl rovněž členem obecního a okresního zastupitelstva.
V Olešnici dosáhl změny zasvěcení kostela sv. Leopolda na sv. Vavřince. Žádost se podávala k papežské kurii a byla schválena papežem Piem XII. Důvodem bylo, že v místě se koná pouť na sv. Vavřince, a přitom původní zasvěcení bylo ke sv. Leopoldovi díky zakladatelům – kunštátských hrabatům. V letech 1942–1948 došlo k velkým úpravám interiéru kostela (kostel byl omítnut a vymalován, byly pořízeny nové obrazy, došlo k úpravě okolí kostela).
Dne 10. ledna 1947 byl jmenován bystřickým děkanem se sídlem v Olešnici, ale 13. září 1950 byl zatčen a odvezen do internačního tábora v Želivě. Dne 5. července 1951 odvezen do Hájku. Následně byl odsouzen okresním soudem v Kladně na šest měsíců nepodmíněně. Trest nastoupil 10. dubna 1953 v Kutné Hoře. Propuštěn byl již 4. května 1953 při amnestii. Musel nastoupit na státní statek Andělka u Frýdlantu v Čechách. Od května 1954 pracoval jako skladník v obchodním domě Petrov v Brně, od roku 1958 do roku 1963 tamtéž jako průvodčí tramvaje. Státní souhlas k výkonu duchovenské činnosti mu byl vrácen 16. prosince 1963, kdy se stal farářem v Nosislavi. Pobyt v Olešnici měl zakázaný. Na jeho počest se od roku 2000 v Olešnici každoročně v květnu koná Memoriál P. Leopolda Benáčka, celostátní orelské závody v přespolním běhu.
V Nosislavi se nesmazatelně zapsal do povědomí celé jedné generace, zde se také v roce 1974 slavilo 50 roků jeho kněžství. Byl iniciátorem oprav nosislavského kostela a prvních ekumenických vztahů s místním evangelickým sborem.
Zemřel 19. července 1977 v Nosislavi, bylo mu splněno jeho přání být pochován mezi farníky na olešnickém hřbitově.